# Microtus limnophilus
Microtus limnophilus е вид бозайник от семейство Хомякови (Cricetidae).

## Разпространение
Видът е разпространен в Китай (Гансу, Нинся, Съчуан, Цинхай и Шънси) и Монголия.